# Стойка, Помпилиу
Помпилиу Сорин Стойка (рум. Pompiliu Sorin Stoica; 10 сентября 1976, Бузэу, Румыния) — румынский футболист, левый защитник, экс-игрок сборной Румынии.

## Биография
Выступал за клубы «Глория» (Бузэу), «Астра» (Плоешти), «Стяуа» (Бухарест). В высшей лиге чемпионата Румынии сыграл 162 матча, забил 6 голов.
С середины 2004 года играл за «Москву», русский язык Помпилиу учил ещё в школе. В июле 2008 года перешёл в «Томь», где был выставлен на трансфер по окончании сезона. В марте 2009 перешёл в «Алки» (Ларнака). Выступал за румынский «Петролул» из города Плоешти, где и закончил карьеру.
2 февраля 2000 года дебютировал в составе национальной сборной Румынии. Всего сыграл 8 матчей за сборную в 2000 и 2005—2006 годах, забил 1 гол (в 2000 году в ворота сборной Кипра).

## Личная жизнь
Сын Янис (р. 2002) — также стал профессиональным футболистом.

## Достижения
- Финалист Кубка России: 2006/07